# Třída U 27 (1913)
Třída U 27 byla třída ponorek německé Kaiserliche Marine z období první světové války. Celkem byly postaveny čtyři jednotky této třídy. Ve službě byly v letech 1913–1918. Tři byly za války potopeny a jednu po válce získala Velká Británie v rámci reparací.

## Stavba
Německá loděnice Kaiserliche Werft Danzig v Danzigu postavila celkem čtyři ponorky tohoto typu.
Jednotky třídy U 27:
| Jméno | Loděnice                  | Založení kýlu | Spuštění na vodu   | Vstup do služby | Osud |
| ----- | ------------------------- | ------------- | ------------------ | --------------- | --- |
| U 27  | Kaiserliche Werft, Danzig | 1911          | 14. července 1913  | květen 1914     | Dne 19. srpna 1915 byla v Lamanšském průlivu potopena lodí Q Baralong.                                            |
| U 28  | Kaiserliche Werft, Danzig | 1911          | 30. srpna 1913     | červenec 1914   | Dne 2. září 1917 zničena výbuchem muniční lodě Olive Branch, kterou předtím zasáhla torpédem.                     |
| U 29  | Kaiserliche Werft, Danzig | 1911          | 11. října 1913     | srpen 1914      | Dne 18. března 1915 v Severním moři taranována a potopena britskou bitevní lodí HMS Dreadnought.                  |
| U 30  | Kaiserliche Werft, Danzig | 1911          | 15. listopadu 1913 | srpen 1914      | Dne 22. června 1915 se omylem potopila v ústí Emže, byla vyzvednuta a opravena. Roku 1918 předána Velké Británii. |

## Konstrukce

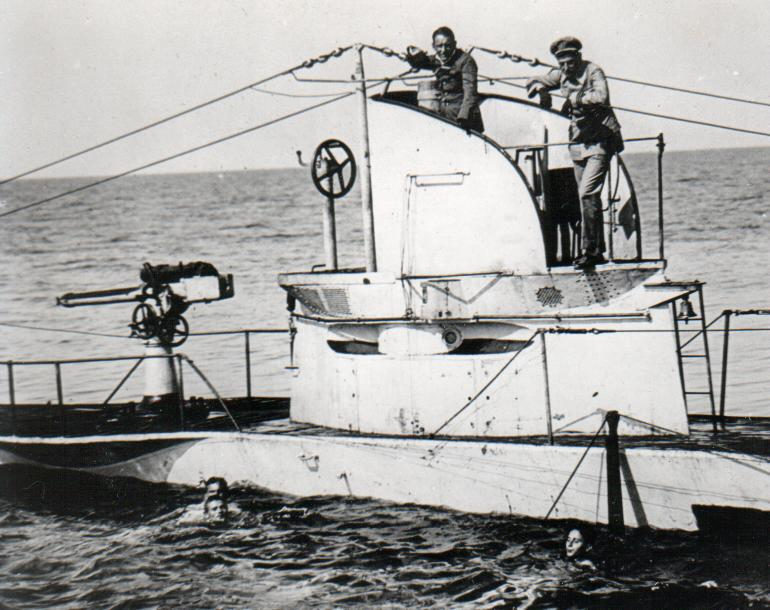
Velitelská věž ponorky U 27

Ponorky měly dvojtrupou koncepci. Výzbroj tvořily čtyři 500mm torpédomety (dva příďové a dva záďové) se zásobou šesti torpéd. Pohonný systém tvořily dva diesely MAN o výkonu 2000 bhp a dva elektromotory o výkonu 1200 shp, pohánějící dva lodní šrouby. Nejvyšší rychlost dosahovala 16,7 uzlu na hladině a 9,8 uzlu pod hladinou. Dosah byl 7900 námořních mil při rychlosti 8 uzlů na hladině a 85 námořních mil při rychlosti 5 uzlů pod hladinou. Operační hloubka ponoru dosahovala 50 metrů.

### Modifikace
Roku 1915 byly tři ponorky (U 27, U 28 a U 30) vyzbrojeny 88mm kanónem TK L/30 C/08. Roku 1918 byl u ponorky U 30 nahrazen jedním 105mm kanónem TK L/45 C/16.

## Služba
Ponorky byly bojově nasazeny za první světové války, přičemž tři byly ve službě ztraceny. 
Služba třídy U 27:
| Jméno   | Patroly | Potopené lodě  | Poškozené lodě | Zajaté lodě | Válečné lodě                                   | Poznámka                                   |
| ------- | ------- | -------------- | -------------- | ----------- | ---------------------------------------------- | ------------------------------------------ |
| U 27    | 3       | 10 (31 120 t)  | 0              | 0           | HMS E3 – ponorka HMS Hermes – chráněný křižník | Mezi potopenými pomocný křižník HMS Bayano |
| U 28    | 5       | 40 (90 126 t)  | 3 (14 976 t)   | 2 (3226 t)  | 0                                              | [ 4 ]                                      |
| U 29    | 1       | 4 (12 934 t)   | 2 (4317 t)     | 0           | 0                                              | [ 5 ]                                      |
| U 30    | 6       | 27 (48 060 t)  | 1 (5189 t)     | 0           | 0                                              | [ 6 ]                                      |
| Celkem: | 15      | 81 (182 240 t) | 6 (24 482 t)   | 2 (3226 t)  | 1 ponorka 1 křižník                            |                                            |